# Sde Nehemia

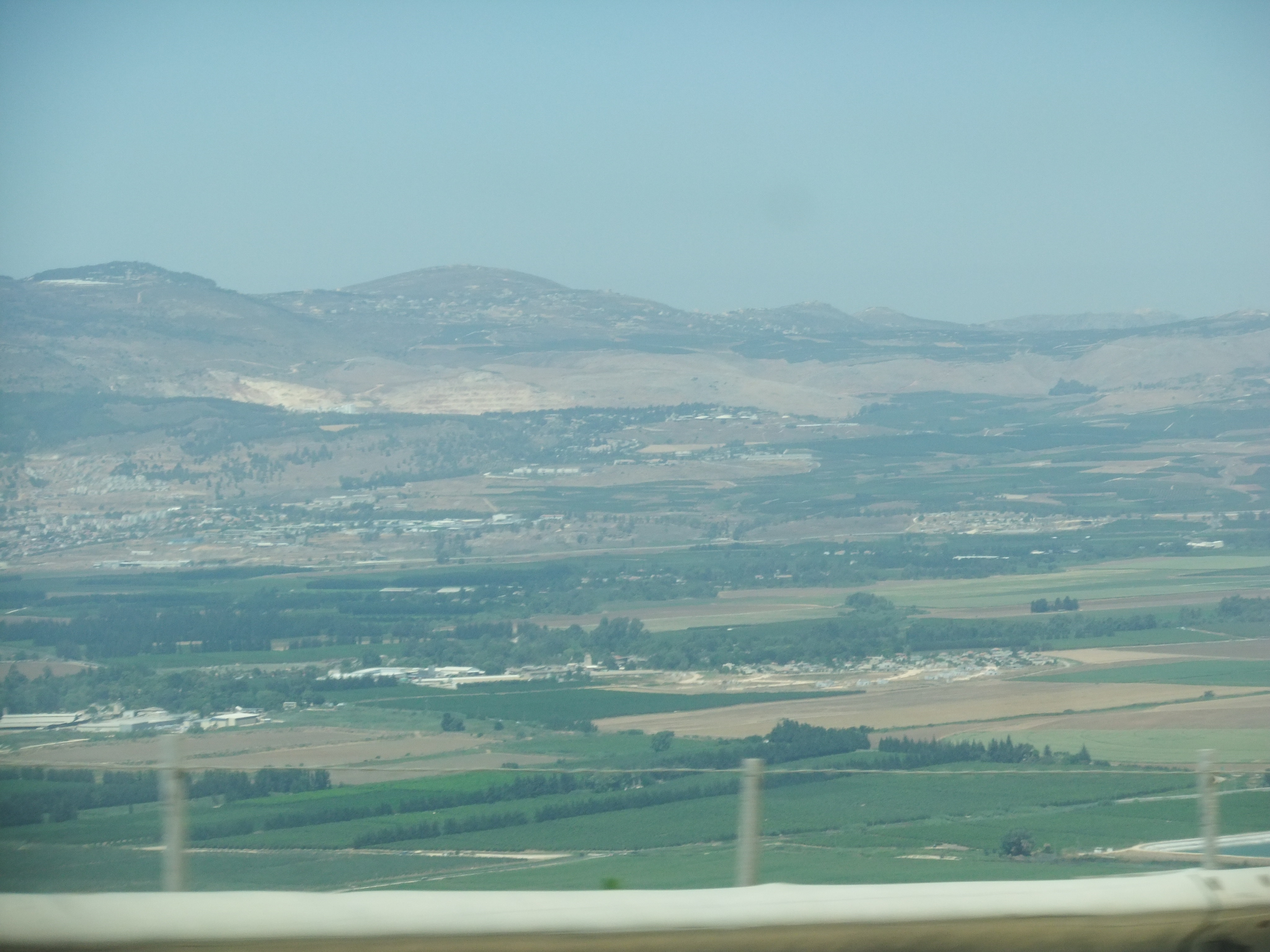

Sde Nehemia est un kibboutz du nord est d'Israël créé par des Néerlandais et des Autrichiens.

## Activités du kibboutz
- agriculture
- élevage laitier